# ビーナスライン

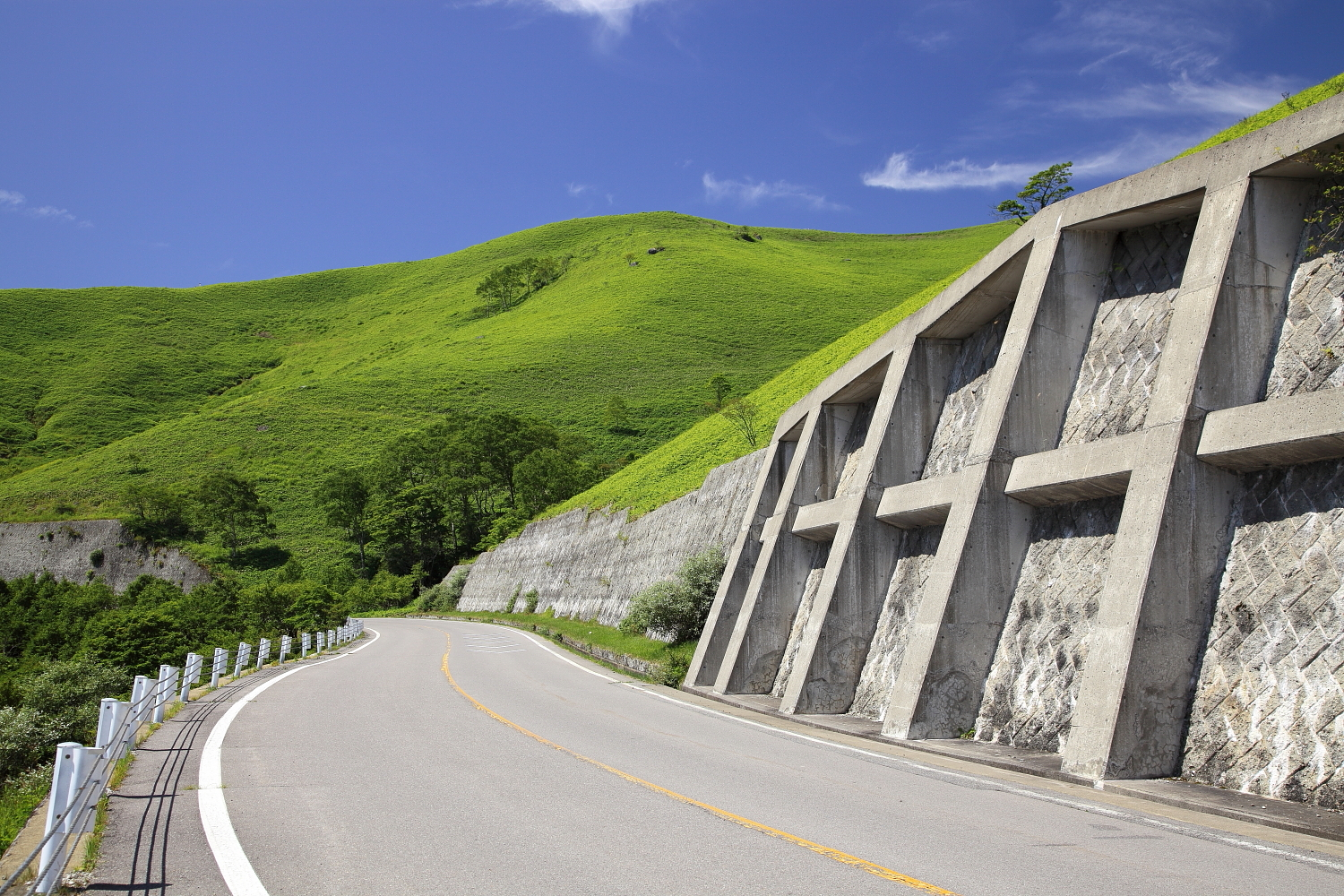
ビーナスライン（小県郡長和町和田付近）
（2011年（平成23年）8月）

ビーナスラインは、長野県茅野市から、同県上田市の美ヶ原高原美術館に至る全長約76キロメートルの観光道路である。

## 概要
長野県の茅野市街と美ヶ原高原をつなぐ、日本の代表的な観光山岳道路のひとつ。「ビーナスライン」の名は、沿道にある蓼科山の山容を女神に例えたことに由来するもので、蓼科有料道路と霧ヶ峰有料道路を併せてよぶ愛称として1968年に公募で決定し、無料開放後も継続して使用されている。
もともとは、軽井沢と上高地とを結ぶ大規模観光道路として計画された「中信高原スカイライン」の一部として計画されたもので、長野県企業局によって、有料道路として建設・運営されてきたが、1986年より順次無料開放され、2002年に全線無料開放された。中央自動車道諏訪IC、中央本線茅野駅から蓼科高原、八ヶ岳山麓、白樺湖、車山高原、霧ヶ峰、美ヶ原といった高原の観光地を結ぶ。国道152号・国道142号に連絡。八島ヶ原湿原駐車場（霧ヶ峰と和田峠の中間部） - 美ヶ原の区間は11月下旬から4月下旬まで冬季閉鎖される。
道路は大きく4区間に大別でき、茅野市街地 - 白樺湖間の蓼科高原エリア、白樺湖 - 車山 - 霧ヶ峰間の白樺高原・霧ヶ峰エリア、霧ヶ峰 - 落合大橋間の鷲ヶ峰・茶臼岳脇を通るワインディングロード区間、落合大橋 - 美ヶ原高原間の急勾配・最高所に至る区間と、それぞれ違う特徴を持つ道路で構成される。

## 国道・県道としての路線名
- 国道152号（茅野市ちの・あけぼの隧道交差点 - 本町東・御座石神社交差点）
茅野市の市街地エリア。ビーナスラインの中で最も標高が低い[2]。
- 長野県道192号茅野停車場八子ヶ峰公園線（茅野市本町東・御座石神社交差点 - 北佐久郡立科町芦田八ケ野・白樺湖交差点）
茅野市市街地郊外から白樺湖までの蓼科高原を抜ける区間。温泉街や観光施設が点在する区間[2]。
- 長野県道40号諏訪白樺湖小諸線（北佐久郡立科町芦田八ケ野・蓼科牧場交差点 - 諏訪市四賀）
白樺湖から車山高原を経て、霧ケ峰高原（標高約1,650メートル）までの区間。視界が大きく開けている[2]。
- 長野県道194号霧ヶ峰東餅屋線（諏訪市四賀 - 小県郡長和町和田）
霧ヶ峰高原から国道142号（中山道）と交差する和田峠まで。ワインディングロードで多彩なカーブがあり、標高は1,600〜1,700メートル付近で保たれる[2]。なお、県道40号と県道194号が交差する霧ケ峰高原には、霧ケ峰高原ドライブイン「霧の駅」が約40年にわたって営業していたが、老朽化により2022年5月31日で営業を終了することになった[8]。
- 長野県道460号美ヶ原公園東餅屋線（小県郡長和町和田 - 上田市武石上本入）
和田峠 - 美ヶ原高原までの区間。和田峠から落合大橋まではワインディングロード。落合大橋からは最も急勾配な区間で、標高約1,600メートル付近から最高地点1,959メートルまで標高差がある[2]。

## 地理
八ヶ岳中信高原国定公園の高原地帯を通るルート上には、蓼科高原、白樺湖、車山高原、霧ヶ峰、八島ヶ原湿原、美ヶ原高原といった観光地が並び、森林や高原地帯をワインディングロードで抜けてゆく日本有数の景観を誇る地にある。
長野県道40号諏訪白樺湖小諸線の沿線は、レジャー施設が集まる白樺湖や、なだらかな丘陵地を登ると草原が広がる車山があり、八ヶ岳連峰や南アルプス、乗鞍岳、北アルプスの山々を望むことができる。澄み渡った天候が良い日であれば、富士山まで遠望できる。
霧ヶ峰は、7月ごろに高山植物のニッコウキスゲの花が長野県道40号諏訪白樺湖小諸線の沿道で咲き乱れる地で知られ、長野県道194号霧ヶ峰東餅屋線の沿道に、国の天然記念物に指定される八島ヶ原湿原がある。霧ヶ峰周辺では、春から秋にかけての早朝、雲海となることもある。和田峠付近で国道142号と落合大橋で立体交差し、これより以西の長野県道460号美ヶ原公園東餅屋線・長野県道178号美ヶ原和田線の区間は針葉樹林地帯で、アップダウンのあるワインディングロードと、落合大橋から美ヶ原高原まで約2 キロメートルのヘアピンカーブが連続するつづら折りの道路となる。標高約2,000メートルの道の駅美ヶ原高原からは、上田盆地と北アルプスを一望にできる。

### 通過する自治体
- 長野県
  - 茅野市 - 北佐久郡立科町 - 諏訪市 - 諏訪郡下諏訪町 - 小県郡長和町 - 松本市 - 上田市

### 交差する道路
- 国道152号（メルヘン街道、大門街道）※茅野市の一部区間は重複
- 長野県道192号茅野停車場八子ヶ峰公園線（北佐久郡立科町）
- 長野県道40号諏訪白樺湖小諸線（北佐久郡立科町、諏訪市）※一部区間は重複
- 長野県道199号八島高原線（諏訪郡下諏訪町）
- 国道142号（小県郡長和町）
- 長野県道67号松本和田線（松本市、小県郡長和町）※扉峠付近の一部区間は重複
- 長野県道178号美ヶ原和田線（小県郡長和町）※一部区間は重複

### 沿線
- 蓼科高原
  - 蓼科湖レジャーランド
  - 蓼科高原カントリークラブ
  - 蓼科温泉
  - 北八ヶ岳ロープウエイ
- 白樺高原
  - 白樺湖
  - 白樺2in1スキー場
  - 白樺リゾート池の平ファミリーランド
- 霧ヶ峰
  - 車山
  - 車山高原スキー場
  - 八島ヶ原湿原
  - 鷲ヶ峰
- 美ヶ原
  - 美ヶ原高原美術館

## ギャラリー

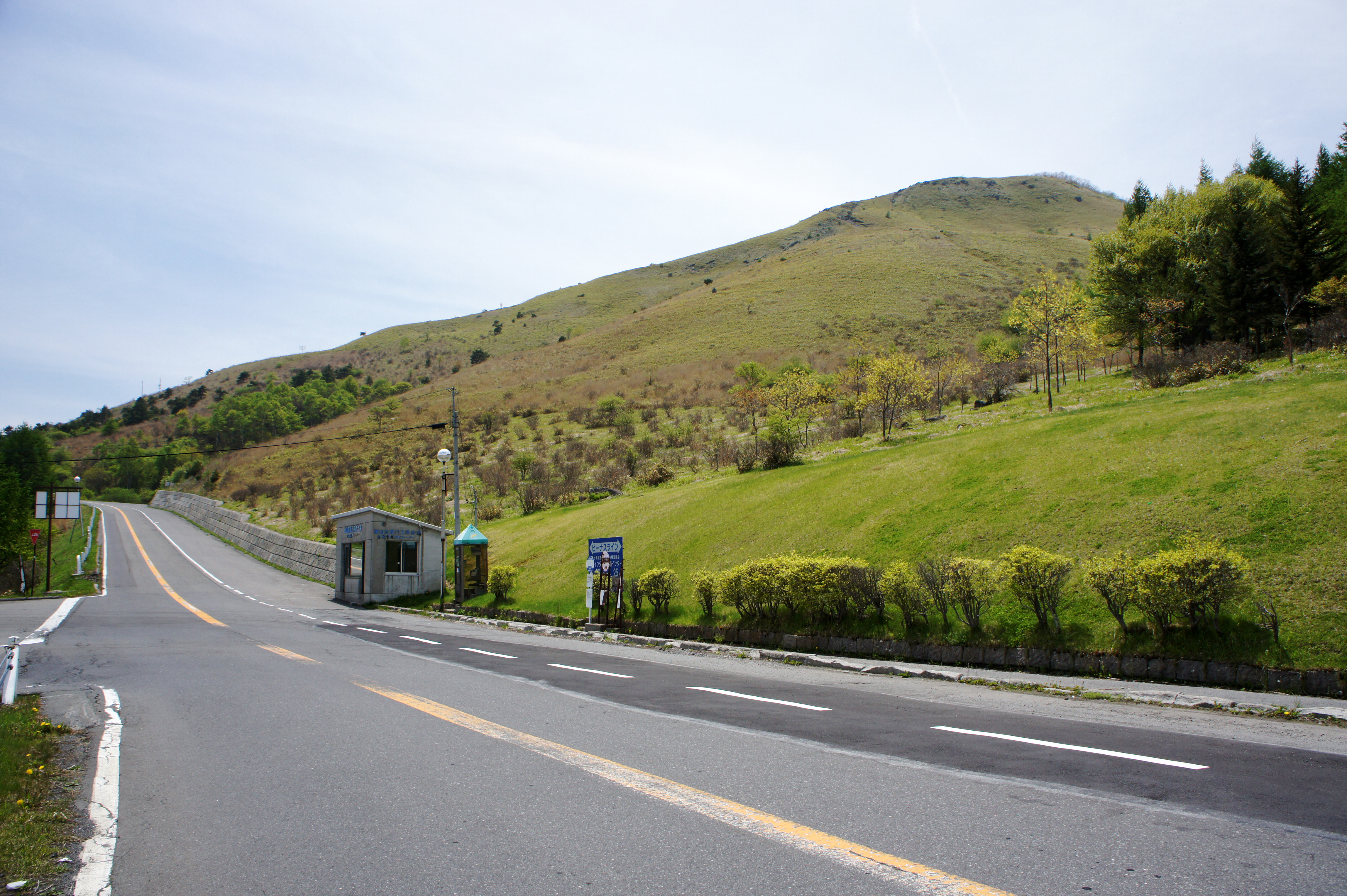
車山高原バス停
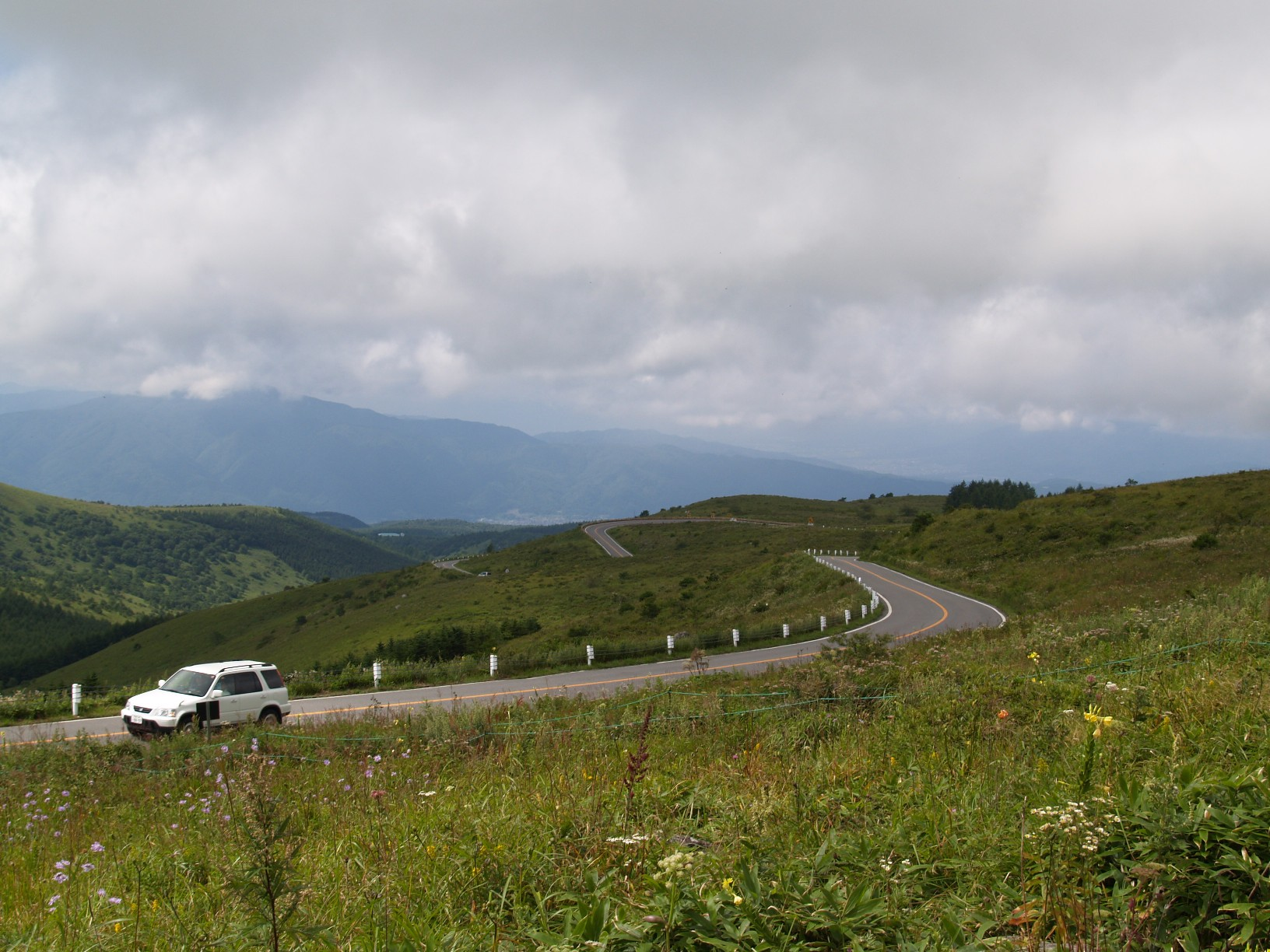
霧ヶ峰付近
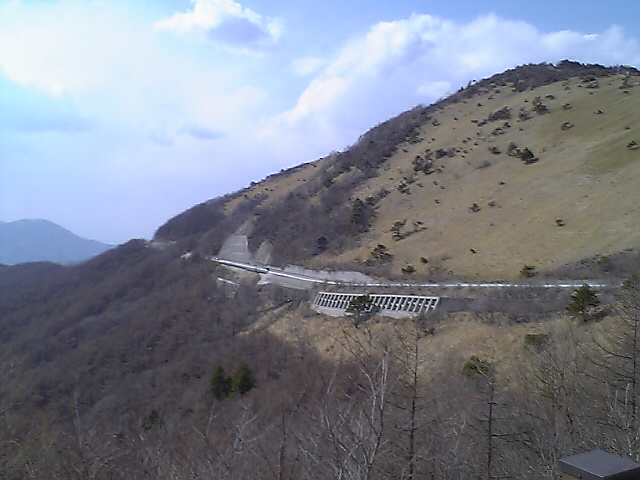
鷲ヶ峰沿いに走るビーナスライン
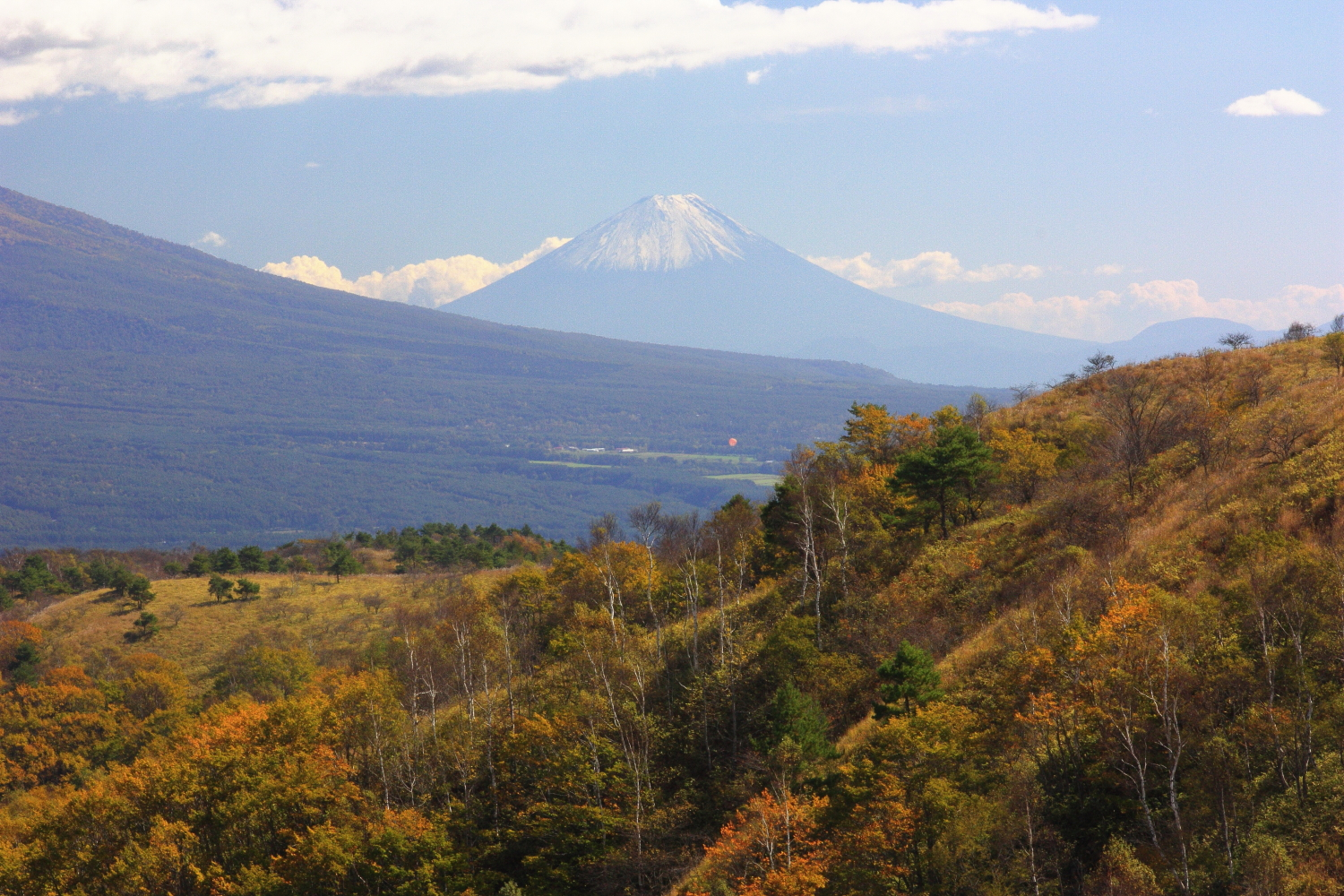
富士山遠望（茅野市北山付近）